# أب محمدي (سياهو)
أب محمدي (بالفارسية: آب محمدی) هي مستوطنة تقع في إيران في قسم سیاهو الريفي.